# Florine Gaspard
Pour les articles homonymes, voir Gaspard.
Florine Gaspard, née le 28 décembre 2001 à Bastogne, est une nageuse belge spécialiste en nage libre et brasse. Elle est championne de Belgique et détentrice de plusieurs records de Belgique de natation.

## Biographie
Florine Gaspard, née le 28 décembre 2001 à Bastogne, a fait ses études secondaires à l'Institut Notre-Dame du Séminaire de Bastogne.
Elle commence la natation à 7 ans au sein du Club de natation de Bastogne. En 2017, elle quitte son club formateur pour rejoindre le centre de formation de l'Adeps à Liège.

### 2018-2019
Participant aux Championnats d'Europe juniors de natation 2018, qui se sont déroulés en juillet à Helsinki, en Finlande, alors qu'elle était âgée de 16 ans, la Belge se classe vingtième au 50 mètres brasse avec un temps de 32 s 58, trente-neuvième avec un temps de 1 min 12 s 64 au 100 mètres brasse, et quarantième au 200 mètres brasse avec un temps de 2 min 37 s 73. L'année suivante, à l'âge de 17 ans, lors des Jeux Universitaires Mondiaux 2019, dont la compétition de natation s'est déroulée en juillet à la Piscina Felice Scandone à Naples, en Italie, elle s'est classée dix-huitième au 50 mètres brasse avec un temps de 32 s 5, vingt-troisième au 200 mètres brasse avec un temps de 2 min 35 s 84, et trente-deuxième au 50 mètres nage libre, avec un temps de 26 s 76 secondes, et au 100 mètres brasse avec un temps de 1 min 11 s 79. Plus tard dans l'année, lors de ses premiers championnats continentaux seniors sur courte distance, les Championnats d'Europe sur courte distance 2019 en décembre à Glasgow, en Écosse, alors qu'elle avait 18 ans, elle s'est classée vingtième au 50 mètres brasse avec un temps de 30 s 74 trentième au 100 mètres brasse avec un temps de 1 min 7 s 11, et trente-neuvième au 50 mètres nage libre avec un temps de 25 s 59.

### 2021
Le premier jour, le 2 novembre, des Championnats d'Europe de natation en petit bassin 2021 organisés au Palais des sports nautiques de Kazan, en Russie, Gaspard se classe douzième dans les demi-finales du 100 mètres brasse avec un meilleur temps personnel de 1 min 5 s 58. Quatre jours plus tard, en demi-finale du 50 mètres brasse, elle établit son premier record national avec un meilleur temps personnel de 29 s 70 et se qualifie pour la finale en se classant quatrième. Le sixième jour, elle participe à la première finale des championnats internationaux de sa carrière, égalant Klara Thormalm, pour la sixième place dans la finale du 50 mètres brasse avec un temps de 30 s 17, à 0,37 seconde de la médaillée de bronze Nika Godun.
Après ce championnat, Gaspard participe aux Championnats de France d'hiver sur grand bassin 2021 à Montpellier, en France, établissant un nouveau record de Belgique en 50 mètres brasse avec un record personnel de 30 s 56, soit 0,19 seconde de plus que l'ancien record de 30 s 75 établi par Fanny Lecluyse en 2015.
Le premier jour des Championnats du monde de natation en petit bassin 2021, disputés à partir du 16 décembre à l'Etihad Arena à Abou Dabi, aux Émirats arabes unis, Gaspard égale Molly Renshaw pour la seizième place dans les préliminaires du 50 mètres brasse avec un temps de 30 s 45, ce qui signifiait que les deux nageuses devaient participer à une épreuve de barrage pour déterminer laquelle d'entre elles participerait aux demi-finales. Lors du barrage, elle abaisse son temps à 30 s 11, terminant avec 0,22 seconde d'avance sur Molly Renshaw et se qualifiant ainsi pour sa première demi-finale des Championnats du monde. Plus tard dans la journée, lors de la demi-finale du soir, elle se classe onzième avec un temps de 30 s 10. Trois jours plus tard, elle ne prend pas part au 100 mètres brasse.

### 2022
En 2022, elle quitte sa ville natale de Bastogne pour s'installer à Marseille, en France, afin de s'entraîner avec le Cercle des nageurs de Marseille en vue des Jeux olympiques d'été de 2024, qui se tiendront à Paris, en France,.
Lors du Championnat de Belgique 2022 de grand bassin, qui se déroulent en avril à Anvers, Gaspard remporte trois médailles d'or et titres nationaux, la première en 50 mètres brasse et les deux autres en 50 mètres nage libre, avec un record personnel de 25 s 80, et dans le 100 mètres brasse avec un temps de 1 min 8 s 17,,.
Gaspard est nommée dans l'équipe belge pour les Championnats du monde de natation 2022, qui se tiennent à partir de juin au Danube Arena à Budapest, en Hongrie, dans les deux épreuves de brasse, le 50 mètres brasse et le 100 mètres brasse. Il s'agit de ses premiers Championnats du monde. Lors de sa première épreuve, le 100 mètres brasse, qui débute le deuxième jour de la compétition en piscine, elle se classée vingt-sixième au classement général avec un temps de 1 min 9 s 22. Cinq jours plus tard, dans les préliminaires du 50 mètres brasse, sa deuxième et dernière épreuve, elle se classée dix-septième avec un temps de 31 s 10, à 1,33 seconde de la dernière nageuse qualifiée, la Sud-Africaine Lara van Niekerk.
En août, Gaspard participe à ses premiers Championnats d'Europe de natation, les Championnats d'Europe de natation 2022 au Foro Italico de Rome, en Italie. Pour sa première épreuve, le 100 mètres brasse, elle termine vingt-troisième dans les éliminatoires avec un temps de 1 min 9 s 45 et ne se qualifie pas pour les demi-finales. Quatre jours plus tard, dans la matinée du 16 août, elle se classe neuvième des éliminatoires du 50 mètres brasse avec un temps de 30 s 94 et se qualifie pour les demi-finales. Plus tard dans la journée, elle réalise un temps de 30 s 86 en demi-finale, se qualifiant pour sa première finale aux Championnats d'Europe et sa deuxième finale aux Championnats d'Europe en se classant sixième au classement général,. Le lendemain, elle se classe huitième de la finale avec un temps de 31 s 46,.
Pour l'étape de la Coupe du monde de natation de la FINA 2022 qui se tient à Berlin, en Allemagne, Gaspard est l'une des dix athlètes du CN Marseille qui ont participé à l'étape, s'inscrivant pour participer à cinq épreuves, le 50 mètres nage libre, le 50 mètres brasse, le 100 mètres brasse, le 50 mètres papillon et le 100 mètres quatre nages individuelles. Le premier jour de la compétition, le 21 octobre, elle se classe trente-septième dans le 50 mètres nage libre avec un temps de 25,60 secondes et quinzième dans les préliminaires du 100 mètres quatre nages avec un temps de 1:00,96. Le deuxième jour, elle se classe vingt-septième au 50 mètres papillon avec un temps de 26,96 secondes pour sa première épreuve de la journée, suivie d'une vingtième place au 100 mètres brasse avec un temps de 1:07,38. Le matin du troisième jour, elle est qualifiée pour la finale du 50 mètres brasse avec un rang de huitième et un temps de 30. 48 secondes en éliminatoires. Lors de la finale du soir, elle finit quatrième avec un temps de 30,05 secondes, soit 0,02 seconde derrière la médaillée de bronze Anastasia Gorbenko et 1,45 seconde derrière la médaillée d'or Rūta Meilutytė.
Le matin de la deuxième journée des Championnats du monde de natation en petit bassin 2022, qui ont eu lieu en décembre à Melbourne, en Australie, Gaspard termine dix-neuvième au 100 mètres brasse avec un temps presque personnel de 1:05,49, qui est à 0,04 seconde de son meilleur temps personnel de 1:05,45. Lors des préliminaires de la deuxième de ses deux épreuves, le 50 mètres brasse, qui débute le cinquième jour, elle réalise un temps de 29,79 secondes et finit pour les demi-finales en se classant neuvième au classement général. En demi-finale, elle est classée onzième avec un temps de 29,98 secondes et n'accède pas à la finale.

### 2023
Lors du Meeting Open Méditerranée 2023, qui se déroule en mars à Marseille, elle remporte la médaille d'argent du 100 mètres brasse avec un temps de 1:08.02 et réalise un record personnel de 57.18 secondes au 100 mètres nage libre. Elle participe à deux épreuves individuelles, le 50 mètres brasse et le 100 mètres brasse, aux Championnats de Belgique 2023 en avril. Lors des préliminaires du 50 mètres brasse le premier jour, le 21 avril, elle finit première avec un temps de 30,65 et se qualifie pour la finale du soir. Lors de la finale du soir, elle remporte le titre national avec un record de Belgique, un record personnel et un temps de 30,53 secondes qui lui permet de se qualifier pour les Championnats du monde de natation 2023. Le lendemain matin, elle se classe première et se qualifie pour la finale du 100 mètres brasse avec un temps de 1:08.87 dans les préliminaires. Lors de la finale du soir, elle remporte le titre national avec un temps de 1:07.95.
Deux mois plus tard, Gaspard remporte la médaille d'or du 100 mètres brasse aux Championnats de France de natation 2023 à Rennes, en réalisant un record personnel et un temps de qualification pour les Championnats du monde de natation 2023 de 1:07.21.
Le 15 décembre, Gaspard bat deux fois le record national du 50 mètres nage libre et se qualifie pour les Jeux olympiques d'été de 2024 à Paris avec un temps de 24 secondes 65.

### 2024
Lors des Jeux olympiques d'été de 2024 à Paris en août 2024, elle parvient à se hisser en demi-finales du 50 m nage libre terminant 15e des engagées.

### 2025
En mars et avril, elle bat à deux reprises le record de Belgique du 50 m libre en grand bassin l'établissant à 24 s 42.
Lors des Championnats du monde de natation 2025 à Singapour en juillet 2025, elle se qualifie pour les demi-finales du 100 m nage libre en battant son record personnel en un temps de 53 s 71. Lors de ces demi-finales, elle se classe 12e. En 100 m brasse, Florine Gaspard bat en séries le record de Belgique avec un temps de 1 min 6 s 89 et finit 16e des demi-finales. En 50 m nage libre, elle se classe 7e de la finale. 
Depuis janvier 2025, Florine s'entraîne avec le coach néerlandais Mark Faber à Anvers. 